# Dutch Uncles
Dutch Uncles – brytyjski zespół indiepopowy, pochodzący z Marple w Anglii, założony w 2008 roku. Jest znany z wykorzystywania nietypowych metrum w kontekście muzyki pop oraz androgynicznego wokalu frontmana Duncana Wallisa. W skład grupy wchodzą także: basista Robin Richards, gitarzysta Pete Broadhead i perkusista Andy Proudfoot. 

## Historia

### Powstanie zespołu i debiutancki album (do 2010)
Zespół pochodzi z położonego koło Manchesteru Marple, a jego członkowie zaczęli wspólnie grać już na studiach. Ich wczesnymi inspiracjami muzycznymi byli tacy artyści i zespoły, jak m.in.: Talking Heads, XTC, The Smiths, Field Music, Tears for Fears, King Crimson, Kate Bush i Steve Reich. Początkowo znani byli jako Headlines, by w kwietniu 2008 roku przemianować się na Dutch Uncles. Ich pierwszy występ pod tą nazwą został nagrany przez lokalną stację telewizyjną Channel M. Pod koniec 2008 roku ukazał się ich pierwszy singiel „Face In”, a na początku 2009 roku wydali swój debiutancki album o tym tytule Dutch Uncles w niemieckiej wytwórni Tapete, nagrany w Cloud Hill Studios w Hamburgu. 
Recenzując album, magazyn NME skomentował, że „ich chropawy post-punkowy hałas skutecznie wyznacza granicę między pierwszym albumem Futureheads a Vampire Weekend. W utworach takich jak I Owe Someone For Everything charakterystyczne szczekanie frontmana Duncana może być trochę irytujące, ale gdy przestają się starać za bardzo, jak w przypadku Twelfth, rezultaty są całkiem przyjemne”.
Zespół pojawił się jako część nowej fali zespołów z Manchesteru. Duncan Wallis mówił w sierpniu 2013 roku: „Wszyscy wyszliśmy na światło dzienne w tym samym czasie dzięki EP-ce naszego menedżera, którą wydał w swojej wytwórni Love & Disaster z udziałem nas, Delphic i Everything Everything, i myślę, że w 2010 roku bardzo ważne było, aby powiedzieć Manchester to nie tylko rock dla chłopaków, ponieważ było to krótko po upadku Oasis i teraz wydaje się to zupełnie inne”. 
W 2009 i 2010 roku zespół koncertował m.in. z Dananananaykroyd, Bombay Bicycle Club, The Futureheads czy Maxïmo Park.  

### CadenzaiOut of Touch in the Wild(2010–2014)
31 maja 2010 roku zespół wydał singiel „The Ink” za pośrednictwem niezależnej wytwórni Love & Disaster. Niedługo potem podpisali kontrakt z londyńską wytwórnią Memphis Industries i 1 listopada 2010 roku wydali singiel „Fragrant”. Drugi album zespołu Dutch Uncles, Cadenza, ukazał się 25 kwietnia 2011 roku. Przez cały rok 2011 zespół koncertował w Wielkiej Brytanii, występując m.in. na festiwalach Reading and Leeds Festivals oraz jako gwiazda na Bestival i Latitude. Następnie zespół odbył trasę koncertową po Europie i Wielkiej Brytanii z zespołem Wild Beasts.
Ich trzeci album studyjny, Out of Touch, In the Wild, ukazał się 14 stycznia 2013 roku. Zespół świadomie rozszerzył paletę brzmień na potrzeby tego wydawnictwa, a Robin Richards przyznał później, że komponował bardziej pod wpływem Igora Strawińskiego i stwierdził: „nie chciałem żadnych granic, jeśli chodzi o pisanie nowych piosenek. W przypadku Cadenza zawsze pisałem muzykę z myślą o graniu jej na żywo z dwiema gitarami, perkusją i basem, a może też pianinem. W przypadku tego albumu napisałem to, co wydawało mi się odpowiednie dla innych instrumentów, czy to strunowych, czy perkusyjnych”. Wallis ujawnił, że podstawowym tematem płyty było uzależnienie i zachowania uzależniające. Powiedział: „w przypadku piosenki Nometo próbowałem wyobrazić sobie Leonarda Cohena robiącego swoje – pełnego żalu – a potem zacząłem myśleć o idei uzależnienia, a potem wydawało się, że każda piosenka zawierała osobę uzależnioną od czegoś lub czegoś. Następne dwie piosenki, które zostały napisane – Threads i Flexxin – opowiadały o autoerotycznym uduszeniu i S&M oraz o ludziach uzależniających się od tego typu rzeczy”.
W czerwcu 2013 roku zespół supportował amerykańską grupę rockową Paramore podczas ich trasy po Europie. Gitarzysta Paramore Taylor York podał płytę Dutch Uncles jako inspirację dla swojego albumu z 2013 roku. W październiku tego samego roku Dutch Uncles wyruszył we wspólną trasę koncertową z grupą Everything Everything. Objęła ona 13 koncertów, w tym dwa wieczory w Manchesterze i Londynie.

### O Shudder,Big BallooniTrue Entertainment(od 2015)

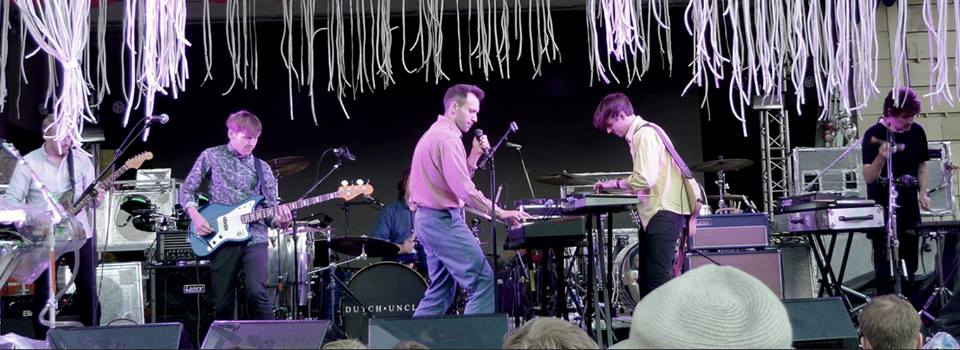
Zespół na koncercie w Edynburgu (2015)

Zespół wydał swój czwarty album, O Shudder, 23 lutego 2015 roku. Treść płyty stała się bardziej osobista i dojrzalsza, pojawiły się w niej refleksje na temat seksualności, zatrudnienia i rodzicielstwa. Wallis stwierdził: „po prostu pisałem w swoim mieszkaniu, patrząc na tapetę z wiórów drzewnych i powtarzałem sobie: Nie rób tego osobiście, nie rób tego osobiście, nie rób tego osobiście. Ale nie dało się tego zatrzymać; to zawsze brzmiało jak album o postaci, która oswaja się z życiem domowym. Wszyscy byliśmy w długoterminowych związkach w tym momencie i wszyscy w pewien sposób się uspokajaliśmy”. Odniósł się również do tego, że chciał, aby Dutch Uncles „brzmiał jak dojrzalszy zespół… aby miał więcej wiedzy”, a nawet brzmiał bardziej jak „Grace Jones wspierana przez Talking Heads”. Opisał także album jako „eksplorację wszystkich różnych obszarów wątpliwości”.
Po wydaniu nowego albumu, jeszcze w tym samym miesiącu gitarzysta Daniel Spedding opuścił zespół, pozostawiając go w czteroosobowym składzie. Po dołączeniu do zespołu klawiszowca Henry'ego Broadheada i gitarzysty Neila Wrighta grupa Dutch Uncles zagrała koncerty w londyńskim Koko i w The Ritz w Manchesterze wiosną 2015 roku. Jesienią tego samego roku zespół supportował grupę Garbage podczas europejskiej części trasy koncertowej 20 Years Queer.
17 lutego 2017 roku zespół wydał swój piąty album zatytułowany Big Balloon. Został on napisany i nagrany jako reakcja na poprzedni album, a zespół stworzył go z zamiarem „uproszczenia procesu” i zawarcia w nim większej ilości treści politycznych, choć z drugiej strony przyznał, że pracował pod wpływem rocka progresywnego, w tym Gentle Giant, Focus i wczesnego King Crimson. Wydanie albumu zbiegło się m.in. z występem na 6 Music Festival organizowanym przez BBC Radio 6 Music. W czerwcu 2017 roku zaliczyli swój debiut na festiwalu Glastonbury.
W połowie października 2019 roku główny kompozytor zespołu Robin Richards zapowiedział wydanie debiutanckiego solowego minialbumu Castel z singlem „Toompea”. Premiera EP-ki miała miejsce 6 grudnia tego samego roku.
10 marca 2023 roku grupa wydała True Entertainment, swój pierwszy album studyjny od ponad sześciu lat. Czerpał on z dźwięków Yellow Magic Orchestra, Roxy Music i The Blue Nile. Jonathan Higgs z Everything Everything i Anna Prior z Metronomy udzielili gościnnych wokali do niektórych piosenek. Pierwszym singlem z ich nowej płyty był tytułowy utwór, udostępniony pod koniec października 2022 roku. Zespół uczcił swój powrót trasą koncertową po Wielkiej Brytanii oraz występami na kilku festiwalach, m.in. jako gwiazda wieczoru na Manchester International Festival 2023.

## Członkowie zespołu

### Obecni członkowie
- Duncan Wallis – wokal prowadzący, fortepian (od 2008)
- Robin Richards – gitara basowa (od 2008)
- Pete Broadhead – gitara, marimba (od 2008)
- Andy Proudfoot – perkusja (od 2008)

### Byli członkowie
- Daniel Spedding – gitara (2008–2015)

## Dyskografia

### Albumy studyjne
| Rok                                                     | Tytuł                     | Szczegóły                                                                                   | Najwyższa pozycja na liście | Najwyższa pozycja na liście |
| Rok                                                     | Tytuł                     | Szczegóły                                                                                   | UK                          | UK Indie                    |
| ------------------------------------------------------- | ------------------------- | ------------------------------------------------------------------------------------------- | --------------------------- | --------------------------- |
| 2009                                                    | Dutch Uncles              | - Data: 16 lutego 2009 - Wytwórnia: Tapete Records - Format: CD, LP, digital download       | —                           | —                           |
| 2011                                                    | Cadenza                   | - Data: 25 kwietnia 2011 - Wytwórnia: Memphis Industries - Format: CD, LP, digital download | —                           | 24                          |
| 2013                                                    | Out of Touch, In the Wild | - Data: 14 stycznia 2013 - Wytwórnia: Memphis Industries - Format: CD, LP, digital download | 84                          | 10                          |
| 2015                                                    | O Shudder                 | - Data: 23 lutego 2015 - Wytwórnia: Memphis Industries - Format: CD, LP, digital download   | 92                          | 18                          |
| 2017                                                    | Big Balloon               | - Data: 17 lutego 2017 - Wytwórnia: Memphis Industries - Format: CD, LP, digital download   | —                           | 14                          |
| 2023                                                    | True Entertainment        | - Data: 10 marca 2023 - Wytwórnia: Memphis Industries - Format: CD, LP, digital download    | —                           | 39                          |
| „—” oznacza, że album nie był notowany na danej liście. |                           |                                                                                             |                             |                             |
| [ 2 ] [ 1 ]                                             | [ 2 ] [ 1 ]               | [ 2 ] [ 1 ]                                                                                 | [ 41 ]                      | [ 41 ]                      |